# Strzyżów
Strzyżów (udtale: [ˈstʂɨʐuf])  er en by i den centrale  del af  Voivodskabet Nedrekarpater i det sydøstlige Polen.  Rzeszów  har 8.588 indbyggere (2021) og et areal på 13,93 km².  Den er administrationsby i  powiatet (amt) Strzyżów. Strzyżów er en af byerne inden for Strzyżowsko-Dynowskie-forbjergene, beliggende 160 kilometer sydøst for Kraków og 30 km fra Rzeszów.

## Historie
Strzyżóws historie går tilbage til det 9. århundrede, til Wiślaner-stammens (Vistulans) tid, hvor en legendarisk hedensk Vistulan-prins siges at have bygget et vagttårn ved Stobnica og Wisłok-floden kaldet "Strzeżno", til forsvar af de østlige grænser af hans land. I 1279, i Buda (Ungarn), bekræftede pavens legat ved navn biskop Philip abbedens ret til at tage en særlig skat (en tiende) fra Czudec og Strzyżów.
Strzyżów opnåede byrettigheder mellem 1373 og 1397. Byen var omgivet af en jordvold (Zawale Street eksisterer stadig, og den relaterer sig til den dæmning). Det var tider med byens pragt og den udviklede håndværk, landbrug og handelskontrakter med andre byer i det nuværende Polen, Ungarn og Slovakiet.